# S152
De S152 is een stadsroute in de gemeente Zaanstad, provincie Noord-Holland. De weg begint bij het einde van de N203 ter hoogte van de aansluiting met de N246 in Wormerveer. De weg eindigt ter hoogte van de Hempont. De route is 9,8 kilometer lang. De gehele route ligt parallel aan de spoorlijn Den Helder - Amsterdam.
Voordat Zaanstad stadsroutes op haar wegennet introduceerde was de S152 als N203 genummerd. De straatnaam is Provincialeweg met uitzondering van een deel in Wormerveer dat Wandelweg genoemd is.
 ·  ·  ·  ·  · 